# Инструментално условљавање
Оперантно или инструментално условљавање је одговор који се условљавањем очекује од околине. Под оперантним или делатним понашањем, бихевиористи подразумевају свако понашање које делује на околину на такав начин да у њој изазива неке последице. Под оперантним условљавањем се зато подразумева онај одговор који се условљавањем очекује од околине (пожељан или непожељан) те је овакав вид условљавања у функцији својих последица. Условљавање се одвија по моделу стимулус – оперантни одговор – давање поткрепљења.
Инструментално учење је облик учења у коме понашање представља средство или инструмент долажења до циља, тј  доводи до награђујућег догађаја или до избегавања непријатног догађаја. У овом облику учења влада ткзв закон ефекта који је формулисао Торндајк, по коме се понашања или одговори који доводе до позитивног поткрепљења учвршћују, а они одговори у којим се долази до негативног поткрепљења елиминишу. Одговори јачају у зависности од последица до којих доводе. Оно што следи понашање јесте поткрепљење.
Инструментално учење назива се још и учење покушајима и грешкама, учење путем слепих покушаја и случајних успеха, учење поткрепљењем или оперантно учење. Карактеристично за овај облик учења јесте то што је поступно.

## Карактеристике учења
- Поступно учење
- Учење поткрепљењем
- Без учешћа виших когнитивних процеса
- Асоцијационистичка С-Р објашњења
- Закон ефекта

Инструментално, односно оперантно учење је веома значајно и код људи. Родитељи, наставници и други агенси социјализације користе награде и казне да развију одређена понашања код деце. Важно је истакнути да поткрепљење код људи не мора да се односи само на једноставне облике награда и казни. Познавање резултата учења представља веома важан подстицај за учење деце и одраслих. 
Пре свега, коришћењем награде усвајају се нова понашања. Казном се могу само елиминисати већ постојећи, нежељени облици понашања. Казна је мање ефикасна од награде. Да би ефекти коришћења позитивног поткрепљења били што бољи, треба се придржавати правила:
- Поткрепљење треба дати непосредно након жељеног понашања
- За мале награде треба поставити мале задатке
- Треба дефинисати понашања која су приближна жељеном понашању и награђивати их, сходно принципу обликовања понашања.

- Треба почети с поткрепљивањем сваког изведеног жељеног понашања, а када се оно учврсти, треба прећи на парцијално поткрепљење (давати награду или похвалу повремено)

Да би кажњавање било делотворно:
- Особа која се кажњава мора да се плаши могућности да буде кажњена
- Особа која се кажњава мора да доживљава казну као ново и шокантно искуство
- Особа мора тачно да зна за које понашање је кажњена
- Мора да буде у стању да контролише то понашање
- Мотивација за непожељно понашање које се кажњава мора да буде слаба
- Понашање мора да буде кажњено пре него што пређе у навику

Треба напоменути да се кажњено понашање никад не заборавља, већ само не испољава. Негативне последице кажњавања су бројне-казна нас фрустрира, ствара анксиозност, страх, љутњу... Уколико су казне непредвидиве и неизбежне,, а понашање које је кажњено није под нашом контролом, јављају се осећања беспомоћности и немоћи. Према томе, кажњавање може да произведе јаке нежељене ефекте који заправо отежавају стварање позитивних облика понашања.

## Експеримент са мачкама
Едвард Ли Торндајк је у оквиру своје докторске тезе представио теорију учења како би указао на улогу искуства у успостављању везе између одговора на стимулус и процеса учења (конекционизам). Описао је свој екперимент којим је указао на принцип учења путем слепих покушаја и случајног успеха.
Гладну мачку затворио је у кавез са системом полуге за отварање врата испред кога је оставио храну. Мачка је покушавала да изађе провлачењем без успеха, а свој бес неуспехом испољавала је скакањем по кавезу све док случајно није додирнула полугу за излаз. У сваком наредном понављању експеримента број случајних покушаја код мачке био је мањи што је указало на поступност у учењу на основу покушаја и погрешака. Дакле, у овој ситуацији мачка изводи низ безуспешних покрета докле случајно не подигне ограду на вратима и стигне до награде. Оно што је важно за опис овог учења јесте да она опет изводи безуспешне покушаје да дође до хране. Међутим, број безуспешних покушаја се временом смањује.
Овај експеримент говори у прилог асоцијационистичким С-Р теоријама по којима током учења јача веза или асоцијација између дражи и одговора и значајан је и код животиња и код људи. Грешка асоцијационистичких теорија лежи, међутим, у томе што су покушали да учења различитих степена сложености сведу на овај облик учења.

## Торндајкови закони
Едвард Ли Торндајк је на основу свог експеримента са мачкама створио три закона, за које сматра да се јављају у току инструменталног условљавања:
- „Закон ефекта“: када је веза између стимулуса (С) и одговора (Р)  позитивно награђена јачаће, повећава се вероватноћа његовог јављања, а када је кажњено слабиће, смањиваће се вероватноћа његовог јављања
- „Закон вежбања“: што се једна С-Р веза више вежба, то ће бити јача

- „Закон спремности“: због структуре нервног система у одређеној ситуацији одређене јединице понашања ће се вероватније извести, појавити него неке друге[1]

## Скинерова истраживања
Скинер је демонстрирао да пажљивим режимом поткрепљења спонтано емитованих одговора животиња може да се научи и веома сложеним понашањима. При томе је важан принцип обликовања: када животиња изведе неки покрет који је приближан одређеном облику понашања који желимо да животиња учврсти, поткрепљење дајемо за одговор који је још ближи коначном, циљном понашању. На крају опита, поткрепљење се даје само за вршење одређеног понашања. На тај начин, Скинер је учио голубове да ходају у осмицама или да играју пингпонг.

### Скинерова кутија
Сазнања до којих је дошао вршећи испитивања на животињама применио је и на људско понашање. У "Скинеровој кутији" налазила се полуга и дозер са храном која се истискује када се полуга притисне. Пацов или голуб које је користио у експериментима, испитујући средину, случајно притиска полугу и емитује оперант, "спонтано настали одговор који доводи до одређене последице у средини". Храна је последица емитованог операнта. Након одређеног временског периода и низа случајних притискивања полуге, уочава се појачани темпо операнта. Вероватноћа поновног јављања операнта зависиће од поткрепљења и на тај начин остати као научена радња у понашању животиње у истој или сличној ситуацији.

## Поткрепљење
Поткрепљење је последица која повећава вероватноћу јављања одређеног понашања. Примарно поткрепљење је задовољавање основних потреба (глад, жеђ, потреба за сном, сексуална,итд). Секундарно поткрепљење је упаривање с примарним или неким већ усвојеним секундарним поткрепљењем. Три су основне врсте секундарних поткрепљивача:
- Социјална поткрепљења (осмех, похвала, пажња,загрљај)
- Поткрепљивачке  активности (приступ игри, забави, што се воли)
- Симболичка поткрепљења (новац, оцене). Новац је секундарни поткрепљивач који сам по себи нема неку вредност, али се може заменити за низ примарних поткрепљивача.

Једно од најважнијих достигнућа Скинерових опита јесте откриће режима поткрепљења и њихових ефеката. Наиме, поткрепљење може се давати повремено, а не за сваку успешно изведену радњу. Надаље, може се варирати количина или квалитет поткрепљења као и начин одлагања поткрепљења. Један од парадоксалних налаза јесте да је научено понашање много отпорније на гашење (стечена навика је много снажнија) ако се поткрепљење да парцијално. Као да организам научи да упорно ради за ретке и непредвидиве награде, па га бројни неуспеси не обесхрабрују.

## Разлике између негативног поткрепљења и кажњавања
Негативно поткрепљење повећава вероватноћу понашања, јер уклања или смањује непријатну драж, а не донесе друге нежељене последице (родитељ који правда бежање из школе због контролног) – нпр.нема домаћег за викенд јер су марљиво урадили све преко недеље. 
Казна смањује вероватноћу понашања, давањем непријатних дражи (физичка казна, клечање на кукурузу) или ускраћивањем позитивних (нпр. кашењење се кажњава губљењем одређених привилегија; ако сте немирни продужићемо час).

## Режими поткрепљења
Када се изведе жељено понашање, поткрепљење не мора бити 100%, може се одржавати и повременим поткрепљивањем – режим делимичног поткрепљења
Режими делимичног поткрепљења: 
- интервалне шеме
- рацио шеме

Фиксне интрвалне шеме су циљно понашање се поткрепљује после тачно одређене, фиксиране количине времена од последњег поткрепљења. Варирајуће интрвалне шеме су оне у којима се варира време које треба да прође између поткрепљивања. Фиксне рацио шеме јесу фиксирани број тачних одговора мора се јавити пре него што се поново да поткрепљење. Варирајуће рацио шеме представљају број понављања тачног одговора за поткрепљење може варирати.
Варирајуће интервалне шеме, а посебно варирајуће рацио шеме доводе до стабилнијег и трајнијег очувања понашања, одговора, јер онај који учи не може да предвиди када ће се јавити поткрепљење, мада зна да ће се оно појавити.

## Награђивање
Коришћењем награде усвајају се нови облици понашања, казном се елиминишу стари.
Обликовање понашања:
- Поткрепљење - непосредно након понашања
- Мале награде – мали задаци
- Деф. приближна понашања жељеном и награђивати их
- Почети са поткрепљивањем сваког изведеног жељеног понашања, а затим парцијално поткрепљивати

## Кажњавање
- Казном се само могу елиминисати постојећи непожељни облици понашања
- Казна мање ефикасна од награде
- Услови:
- Мора се плашити могућности да буде кажњена
- Казна – као ново, шокантно искуство
- Тачно да зна за које понашање је казна
- Мора да је у стању да контролише то понашање
- Мотивација за непожељно понашање да је слаба
- Казнити пре него понашање пређе у навику
- Научена беспомоћност

## Законитости учења
- Вештине које смо у потпуности савладали задржавају се трајно или се релативно лако обнављају, док заборављамо оно што смо научили само површно или делимично. Учење зависи не само од броја понављања већ и од тога како су понављања распоређена у времену (савладавање једноставних вештина: континуирано, једнократно али дуже времена; сложене вештине, градиво: краће учење расподељено у више термина) За ефикасно учење неопходна је вежба – вежба је нужнија што су сложенија знања која треба научити. Што су јасније, прецизније и увремењене повратне информације ефикасније је учење.